# Ficus blepharophylla
Espèce
Classification APG III (2009)
Statut de conservation UICN

 EN B1+2bc : En danger
Ficus blepharophylla est une espèce d'arbre de la famille des Moraceae endémique au Brésil
Il est menacé par la perte de son habitat.